# SPES Livorno
SPES Livorno, celým názvem Società Per Esercizi Sportivi Livorno  byl italský fotbalový klub, sídlící ve městě Livorno z regionu Toskánsko.
Klub byl založen v 25. března 1906 a zkratka SPES znamenala od latinského slova spes, tedy naděje. Již za měsíc odehráli první utkání proti anglickým námořníkům (0:2). Poté se přihlásil do Toskánského regionálního turnaje, které vyhrál a tak mohl hrát v Toskánském mistrovství proti Florencii, které prohrál.
V roce 1912 se FIGC, že povolí hrát v nejvyšší lize také ze středo jižní části Itálie a mezi tyto týmy byl i SPES Livorno. Nejlepšího umístění klub zaznamenal v sezoně 1913/14. Vyhrál svou skupinu, ale v semifinále podlehl Laziu. Posledním vystoupením bylo 1914/15, jenže v únoru 1915 se klub spojil s klubem Virtus Juventusque a stal se z nich nový klub US Livorno.